# كرة القدم في دورة الألعاب الأولمبية الصيفية 1996 – بطولة السيدات
كرة القدم في دورة الألعاب الأولمبية الصيفية 1996 هي المرة الأولى التي شاركت فيها منتخبات السيدات في بطولة كرة القدم الأولمبية. أقيمت في خمسة ملاعب في الولايات المتحدة، شاركت في البطولة ثمانية منتخبات وطنية نسائية من أربعة اتحادات قارية. قُسِّمت الفرق إلى مجموعتين، كل منهما تضم أربعة فرق، ولعبت كل فريق في مجموعة ثلاثة مباريات بنظام الدوري (أُقيمت في ميامي وأورلاندو في ولاية فلوريدا)، وبرمنغهام، ألاباما، وواشنطن العاصمة). في نهاية دور المجموعات، تأهل الفريقان الأول والثاني إلى مرحلة خروج المغلوب التي أُقيمت في ملعب سانفورد في أثينا، جورجيا، بدءًا من نصف النهائي، وانتهاءً بمباراة الميدالية الذهبية في 1 أغسطس/آب 1996.
أصبح الولايات المتحدة البطل الأول بعد فوزه 2-1 على الصين في مباراة الميدالية الذهبية.

## جدول المنافسة
| G | دور المجموعات | ½ | نصف النهائي | B | مباراة تحديد المركز الثالث | F | النهائي |

| 21 يوليو 96 | 22 يوليو 96 | 23 يوليو 96 | 24 يوليو 96 | 25 يوليو 96 | 26 يوليو 96 | 27 يوليو 96 | 28 يوليو 96 | 29 يوليو 96 | 30 يوليو 96 | 31 يوليو 96 | 1 أغسطس 96 | 1 أغسطس 96 |
| ----------- | ----------- | ----------- | ----------- | ----------- | ----------- | ----------- | ----------- | ----------- | ----------- | ----------- | ---------- | ---------- |
| G           |             | G           |             | G           |             |             | ½           |             |             |             | B          | F          |

## التأهل إلى الأولمبياد 96
استند نظام التأهل لبطولة كرة القدم النسائية الأولى إلى نتائج كأس العالم للسيدات لكرة القدم عام 1995. تأهلت أفضل سبعة فرق، بالإضافة إلى الدولة المضيفة، إلى البطولة. ولأن منتخب الولايات المتحدة، المصنف ثالثًا، كان قد تأهل بالفعل بصفته الدولة المضيفة، فقد انتقل مكانه إلى اليابان، المصنفة ثامنًا. أما إنجلترا، فقد احتلت المرتبة السابعة، ولكن نظرًا لعدم عضويتها في اللجنة الأولمبية الدولية، فقد انتقل مكانها إلى البرازيل، المصنفة تاسعًا.
- آسيا (الاتحاد الآسيوي)
  -  الصين
  -  اليابان
- أمريكا الجنوبية (كونميبول)
  -  البرازيل
- أوروبا (الاتحاد الأوروبي لكرة القدم)
  -  الدنمارك
  -  ألمانيا
  -  النرويج
  -  السويد
- أمريكا الشمالية والوسطى (كونكاكاف)
  -  الولايات المتحدة – الدولة المضيفة

## الملاعب
أُقيمت البطولة في خمسة ملاعب موزعة على خمس مدن:
| أثينا، جورجيا     | أثينا، جورجيا     | برمنغهام، ألاباما | برمنغهام، ألاباما    | ميامي، فلوريدا       | ميامي، فلوريدا       | أورلاندو برمنغهام ميامي واشنطن العاصمة أثيناكرة القدم في دورة الألعاب الأولمبية الصيفية 1996 – بطولة السيدات (USA) |
| ----------------- | ----------------- | ----------------- | -------------------- | -------------------- | -------------------- | --- |
| ملعب سانفورد      | ملعب سانفورد      | ليجن فيلد         | ليجن فيلد            | أورانج بول           | أورانج بول           | أورلاندو برمنغهام ميامي واشنطن العاصمة أثيناكرة القدم في دورة الألعاب الأولمبية الصيفية 1996 – بطولة السيدات (USA) |
| السعة: 86,100     | السعة: 86,100     | السعة: 81,700     | السعة: 81,700        | السعة: 74,476        | السعة: 74,476        | أورلاندو برمنغهام ميامي واشنطن العاصمة أثيناكرة القدم في دورة الألعاب الأولمبية الصيفية 1996 – بطولة السيدات (USA) |
|                   |                   |                   |                      |                      |                      | أورلاندو برمنغهام ميامي واشنطن العاصمة أثيناكرة القدم في دورة الألعاب الأولمبية الصيفية 1996 – بطولة السيدات (USA) |
| أورلاندو، فلوريدا | أورلاندو، فلوريدا | أورلاندو، فلوريدا | واشنطن العاصمة       | واشنطن العاصمة       | واشنطن العاصمة       | أورلاندو برمنغهام ميامي واشنطن العاصمة أثيناكرة القدم في دورة الألعاب الأولمبية الصيفية 1996 – بطولة السيدات (USA) |
| سيتروس بول        | سيتروس بول        | سيتروس بول        | ملعب روبرت إف كينيدي | ملعب روبرت إف كينيدي | ملعب روبرت إف كينيدي | أورلاندو برمنغهام ميامي واشنطن العاصمة أثيناكرة القدم في دورة الألعاب الأولمبية الصيفية 1996 – بطولة السيدات (USA) |
| السعة: 65,000     | السعة: 65,000     | السعة: 65,000     | السعة: 56,500        | السعة: 56,500        | السعة: 56,500        | أورلاندو برمنغهام ميامي واشنطن العاصمة أثيناكرة القدم في دورة الألعاب الأولمبية الصيفية 1996 – بطولة السيدات (USA) |
|                   |                   |                   |                      |                      |                      | أورلاندو برمنغهام ميامي واشنطن العاصمة أثيناكرة القدم في دورة الألعاب الأولمبية الصيفية 1996 – بطولة السيدات (USA) |

## حكام المباراة
| الاتحاد                          | الحكم                                         |
| -------------------------------- | --------------------------------------------- |
| حكام سيدات                       |                                               |
| كونكاكاف                         | سونيا دينونكورت (كندا)                        |
| اتحاد أمريكا الجنوبية لكرة القدم | كلوديا فاسكونسيلوس (البرازيل)                 |
| يويفا                            | إنغريد جونسون (سويدي)                         |
| يويفا                            | بينتي سكوجفانغ (الاتحاد النرويجي لكرة القدم)  |
| حكام ذكور                        |                                               |
| الاتحاد الآسيوي لكرة القدم       | عمر المهنا (الاتحاد السعودي لكرة القدم)       |
| الاتحاد الأفريقي لكرة القدم      | جمال الغندور (الاتحاد المصري لكرة القدم)      |
| كونكاكاف                         | بينيتو أرشونديا (الاتحاد المكسيكي لكرة القدم) |
| اتحاد أوقيانوسيا لكرة القدم      | إيدي ليني (أستراليا)                          |
| الاتحاد الأوروبي لكرة القدم      | بييرلويجي كولينا (إيطاليا)                    |
| الاتحاد الأوروبي لكرة القدم      | خوسيه ماريا غارسيا-أراندا (إسبانيا)           |

| الاتحاد                          | الحكم                       |
| -------------------------------- | --------------------------- |
| حكام ذكور                        |                             |
| آسيا                             | بيروم أون-براسيرت (تايلاند) |
| اتحاد أمريكا الجنوبية لكرة القدم | أنطونيو بيريرا (البرازيل)   |
| اتحاد أمريكا الجنوبية لكرة القدم | روبرتو روسيو (الأرجنتين)    |

| الاتحاد                          | حكم مساعد                           |
| -------------------------------- | ----------------------------------- |
| حكام سيدات                       |                                     |
| كونكاكاف                         | جانيس غيتماير (الولايات المتحدة)    |
| كونكاكاف                         | ماريا ديل سوكورو رودريغيز (المكسيك) |
| الاتحاد الأوروبي لكرة القدم      | جيتي هولم (الدنمارك)                |
| الاتحاد الأوروبي لكرة القدم      | نيلي فينو (فرنسا)                   |
| الحكام الذكور                    |                                     |
| آسيا                             | جيون يونغ هيون (كوريا الجنوبية)     |
| آسيا                             | محمد الموسوي (عمان)                 |
| كاف                              | درامان دانتي (مالي)                 |
| كاف                              | أمير عثمان محمد حامد (السودان)      |
| كونكاكاف                         | بيتر كيلي (ترينيداد وتوباغو)        |
| اتحاد أمريكا الجنوبية لكرة القدم | خورخي لويس أرانجو (كولومبيا)        |
| اتحاد أمريكا الجنوبية لكرة القدم | كارلوس فيلاسكيز (أوروغواي)          |
| أوقيانوسيا                       | لينسي فريد (فانواتو)                |
| الاتحاد الأوروبي لكرة القدم      | يوري دوبانوف (بيلاروسيا)            |

## مرحلة المجموعات

### المجموعة الأولى
| م | الفريق               | لعب | ف | ت | خ | أ.له | أ.ع | أ.ف | نقاط | التأهل      |
| - | -------------------- | --- | - | - | - | ---- | --- | --- | ---- | ----------- |
| 1 | الصين                | 3   | 2 | 1 | 0 | 7    | 1   | +6  | 7    | نصف النهائي |
| 2 | الولايات المتحدة (H) | 3   | 2 | 1 | 0 | 5    | 1   | +4  | 7    | نصف النهائي |
| 3 | السويد               | 3   | 1 | 0 | 2 | 4    | 5   | −1  | 3    |             |
| 4 | الدنمارك             | 3   | 0 | 0 | 3 | 2    | 11  | −9  | 0    |             |

#### الولايات المتحدة ضد الدنمارك
| الولايات المتحدة                      | 3–0           | الدنمارك |
| ------------------------------------- | ------------- | -------- |
| فينتوريني 37' · هام 41' · ميلبريت 49' | Report (FIFA) |          |

#### السويد ضد الصين
| السويد | 0–2           | الصين                           |
| ------ | ------------- | ------------------------------- |
|        | Report (FIFA) | 31' شي جويهونغ · 32' زاو ليهونغ |

#### الدنمارك ضد الصين
| الدنمارك  | 1–5           | الصين                                                                |
| --------- | ------------- | -------------------------------------------------------------------- |
| مادسن 55' | Report (FIFA) | 10' شي جويهونغ · 49' ليو أيلينغ · 29'، 59' صن كينغمي · 36' فان يونجي |

#### الولايات المتحدة ضد السويد
| الولايات المتحدة             | 2–1           | السويد             |
| ---------------------------- | ------------- | ------------------ |
| فينتوريني 15' · ماكميلان 62' | Report (FIFA) | 64' (ه.ذ.) أوفربيك |

#### الولايات المتحدة ضد الصين
| الولايات المتحدة | 0–0           | الصين |
| ---------------- | ------------- | ----- |
|                  | Report (FIFA) |       |

#### الدنمارك ضد السويد
| الدنمارك  | 1–3           | السويد                          |
| --------- | ------------- | ------------------------------- |
| جينسن 90' | Report (FIFA) | 62'، 68' سويدبيرغ · 76' فيديكول |

### المجموعة الثانية
| م | الفريق   | لعب | ف | ت | خ | أ.له | أ.ع | أ.ف | نقاط | التأهل      |
| - | -------- | --- | - | - | - | ---- | --- | --- | ---- | ----------- |
| 1 | النرويج  | 3   | 2 | 1 | 0 | 9    | 4   | +5  | 7    | نصف النهائي |
| 2 | البرازيل | 3   | 1 | 2 | 0 | 5    | 3   | +2  | 5    | نصف النهائي |
| 3 | ألمانيا  | 3   | 1 | 1 | 1 | 6    | 6   | 0   | 4    |             |
| 4 | اليابان  | 3   | 0 | 0 | 3 | 2    | 9   | −7  | 0    |             |

#### ألمانيا ضد اليابان
| ألمانيا                                | 3–2           | اليابان              |
| -------------------------------------- | ------------- | -------------------- |
| فيجمان 5' · تومي 29' (ه.ذ.) · موهر 52' | Report (FIFA) | 18' كاوكا · 33' نودا |

#### النرويج ضد البرازيل
| النرويج                 | 2–2           | البرازيل           |
| ----------------------- | ------------- | ------------------ |
| ميدالين 32' · آرونس 68' | Report (FIFA) | 57'، 89' بريتشينيا |

#### البرازيل ضد اليابان
| البرازيل                  | 2–0           | اليابان |
| ------------------------- | ------------- | ------- |
| كاتيا 68' · بريتشينيا 78' | Report (FIFA) |         |

#### النرويج ضد ألمانيا
| النرويج                           | 3–2           | ألمانيا                 |
| --------------------------------- | ------------- | ----------------------- |
| آرونس 5' · ميدالين 34' · ريسه 65' | Report (FIFA) | 32' ويغمان · 62' برينتس |

#### البرازيل ضد ألمانيا
| البرازيل | 1–1           | ألمانيا     |
| -------- | ------------- | ----------- |
| سيسي 53' | Report (FIFA) | وندرليتش 4' |

#### النرويج ضد اليابان
| النرويج                                      | 4–0           | اليابان |
| -------------------------------------------- | ------------- | ------- |
| بيترسن 25'، 86' · ميدالين 60' · تانجيراس 74' | Report (FIFA) |         |

## مرحلة خروج المغلوب

### مسار البطولة
|  | نصف النهائي                             | نصف النهائي              |   |                         | النهائي                 | النهائي |  |
|  |                                         |                          |   |                         |                         |         |  |
|  | 28 يوليو – ملعب ستانفورد، أثينا، جورجيا |                          |   |                         |                         |         |  |
|  | الصين                                   | 3                        |   |                         |                         |         |  |
|  | البرازيل                                | 2                        |   |                         |                         |         |  |
|  |                                         |                          |   |                         |                         |         |  |
|  |                                         |                          |   |                         | 1 أغسطس – ملعب ستانفورد |         |  |
|  |                                         |                          |   |                         | الصين                   | 1       |  |
|  |                                         | الولايات المتحدة         | 2 |                         |                         |         |  |
|  |                                         |                          |   |                         |                         |         |  |
|  |                                         |                          |   |                         |                         |         |  |
|  |                                         |                          |   |                         | المركز الثالث           |         |  |
|  | 28 يوليو – ملعب ستانفورد                | 28 يوليو – ملعب ستانفورد |   | 1 أغسطس – ملعب ستانفورد | 1 أغسطس – ملعب ستانفورد |         |  |
|  | النرويج                                 | 1                        |   | البرازيل                | 0                       |         |  |
|  | الولايات المتحدة (AET)                  | 2                        |   |                         | النرويج                 | 2       |  |

### مباريات خروج المغلوب

#### نصف النهائي
| الصين                       | 3–2   | البرازيل                   |
| --------------------------- | ----- | -------------------------- |
| كينغمي 5' · هايينغ 83'، 90' | تقرير | 67' روزيلي · 72' بريتشينيا |

| النرويج     | 1–2 (a.e.t./g.g.) | الولايات المتحدة                 |
| ----------- | ----------------- | -------------------------------- |
| ميدالين 18' | تقرير             | 76' (ركلة.) أكرس · 100' ماكميلان |

#### مباراة الميدالية البرونزية
| البرازيل | 0–2   | النرويج        |
| -------- | ----- | -------------- |
|          | تقرير | آرونس 21'، 25' |

#### مباراة الميدالية الذهبية
| الصين      | 1–2   | الولايات المتحدة           |
| ---------- | ----- | -------------------------- |
| سن وين 32' | تقرير | ماكميلان 19' · ميلبريت 68' |

## الإحصائيات

### هدافات البطولة
عدد الأهداف المُسجلة  53 هدفًا  في 16 مباراة، بمتوسط 3.31 هدفًا في المباراة الواحدة. احتلت البرازيلية بريتشينيا والنرويجيتين آن كريستين آرونس وليندا ميدالين صدارة قائمة هدافي البطولة، حيث سجلت كل منهن أربعة أهداف.
4 أهداف
- بريتشينيا
- آن كريستين آرونس
- ليندا ميدالين

3 أهداف
- سون تشينغمي
- شانون ماكميلان

هدفان
- شي غويهونغ
- وي هايينغ
- بتينا ويغمان
- ماريان بيترسن
- مالين سويدبيرغ
- تيفيني ميلبريت
- تيشا فينتوريني

هدف
- كاتيا
- روزيلي
- سيسي
- فان يونجي
- ليو أيلينغ
- سون وين
- تشاو ليهونغ
- هيل جنسن
- لين مادسن
- هايدي موهر
- بريجيت برينتس
- بيا وندرليش
- فوتابا كاوكا
- أكيمي نودا
- هيجي ريسه
- ترين تانجيراس
- لينا فيديكال
- ميتشيل أكرس
- ميا هام

هدف ذاتي
- يومي تومي (ضد ألمانيا)
- كارلا أوفربيك (ضد السويد)

مصدر: FIFA

### تصنيف البطولة
وفقًا للاتفاقية الإحصائية في كرة القدم، تُحسب المباريات التي تُحسم في الوقت الإضافي على أنها انتصارات وخسارة، بينما تُحسب المباريات التي تُحسم بركلات الترجيح على أنها تعادلات.
| م | مج | الفريق               | لعب | ف | ت | خ | أ.له | أ.ع | أ.ف | نقاط | النتيجة النهائية    |
| - | -- | -------------------- | --- | - | - | - | ---- | --- | --- | ---- | ------------------- |
| 1 | E  | الولايات المتحدة (H) | 5   | 4 | 1 | 0 | 9    | 3   | +6  | 13   | ميدالية ذهبية       |
| 2 | E  | الصين                | 5   | 3 | 1 | 1 | 11   | 5   | +6  | 10   | ميدالية فضية        |
| 3 | F  | النرويج              | 5   | 3 | 1 | 1 | 12   | 6   | +6  | 10   | ميدالية برونزية     |
| 4 | F  | البرازيل             | 5   | 1 | 2 | 2 | 7    | 8   | −1  | 5    | المركز الرابع       |
|   |    |                      |     |   |   |   |      |     |     |      |                     |
| 5 | F  | ألمانيا              | 3   | 1 | 1 | 1 | 6    | 6   | 0   | 4    | خرج مندور المجموعات |
| 6 | E  | السويد               | 3   | 1 | 0 | 2 | 4    | 5   | −1  | 3    | خرج مندور المجموعات |
| 7 | F  | اليابان              | 3   | 0 | 0 | 3 | 2    | 9   | −7  | 0    | خرج مندور المجموعات |
| 8 | E  | الدنمارك             | 3   | 0 | 0 | 3 | 2    | 11  | −9  | 0    | خرج مندور المجموعات |